# Gecarcinucoidea
Gecarcinucoidea là một liên họ cua nước ngọt. Các loài trong liên họ này từng được gộp nhóm thành các họ khác nhau theo nhiều kiểu phân loại, với một số các nhà khoa học công nhận các họ như "Deckeniidae", "Sundathelphusidae", "Parathelphusidae"; nhưng hiện nay chỉ còn họ Gecarcinucidae được công nhận.

## Các họ
- Gecarcinucidae Rathbun, 1904